# Elias Holl
Pour l’article homonyme, voir Holl.
Elias Holl (né le 28 février 1573 à Augsbourg ; mort le 6 janvier 1646) fut l’architecte le plus important du début de l'époque baroque dans le Saint-Empire. Il a été l'architecte de la ville impériale d'Augsbourg. 

## Vie
Elias Holl descend d'une famille d'architectes et est donc tout d'abord formé par son père, Hans Holl (1512-1594). En 1596, il devient maître de guilde. Dans les années 1600-1601, il voyage en Italie (Bolzano, Venise) et, de retour à Augsbourg, il devient « maître d'œuvre ». 
Le 8 juillet 1602, il est nommé responsable des infrastructures architecturales d'Augsbourg (l'équivalent d'architecte de la ville) : il lui revient de planifier et construire des aménagements hydrauliques, fortifications, tours, moulins, ponts et entrepôts. Il dessine également des bâtiments prestigieux : la boulangerie et la boucherie de la ville, l'Arsenal, le lycée Sainte Anna, le nouvel Hôtel de ville.
En 1629, à la suite du décret de l'Empereur Ferdinand II, il refuse de se convertir au catholicisme. En 1631, il est renvoyé, avec tous les employés protestants de la ville et n'est plus que « géomètre de la ville ». Il retrouve temporairement sa place d'architecte de la ville entre 1632 et 1635, lors de l'occupation suédoise. 
Sa tombe se situe dans le cimetière protestant d'Augsbourg.

## Œuvre
L'architecture de Holl respecte notamment la tradition paladine de l'Italie du Nord.
Son ouvrage le plus important est la mairie d'Augsbourg, édifiée entre 1615 et 1620, et dont la « salle d'Or » (Goldenen Saal) est particulièrement renommée.

Il est aussi l'auteur des plans du château de Schwarzenberg à Scheinfeld, toujours en possession de la famille princière Schwarzenberg.

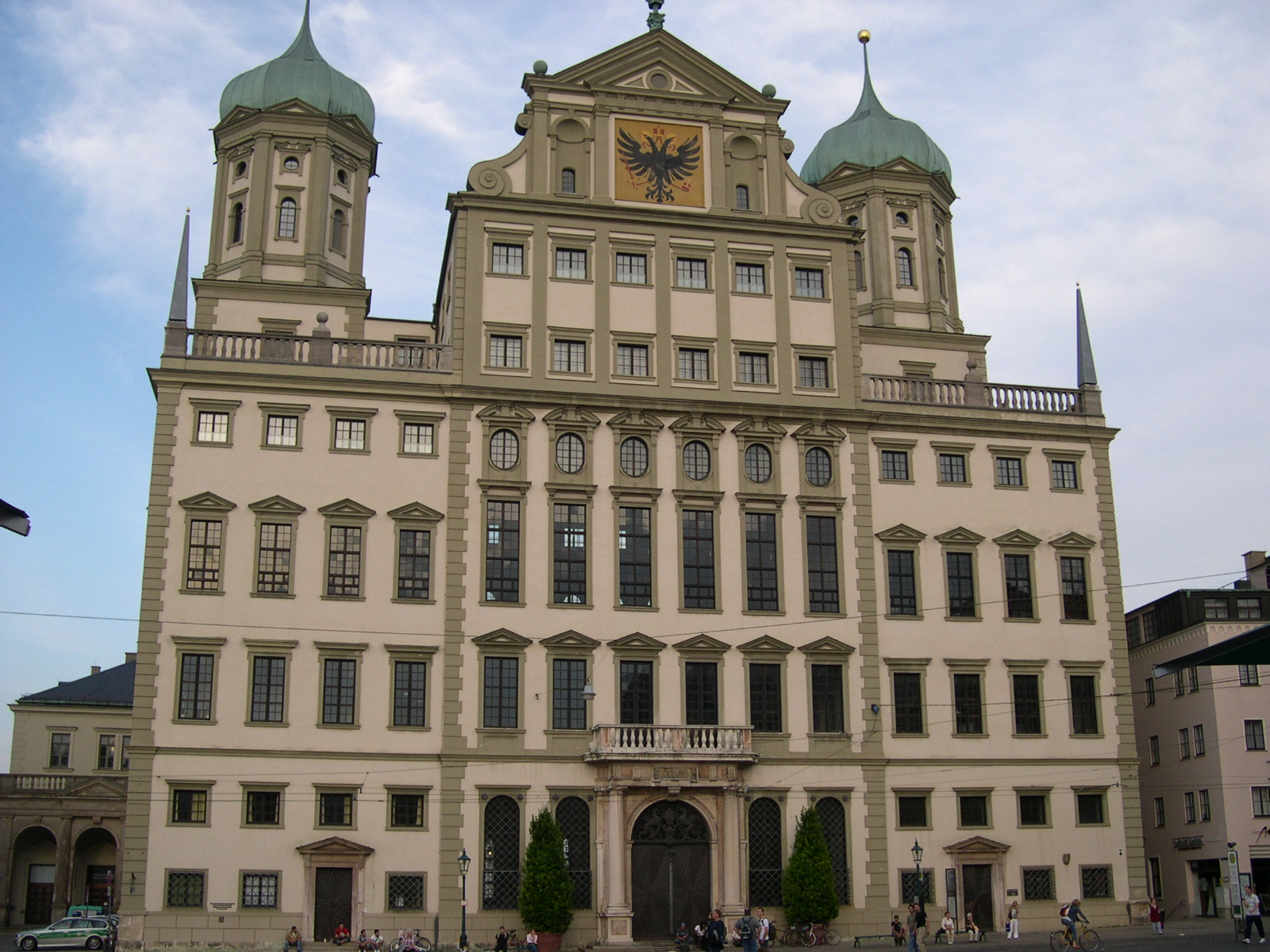
Hôtel de Ville d'Augsbourg
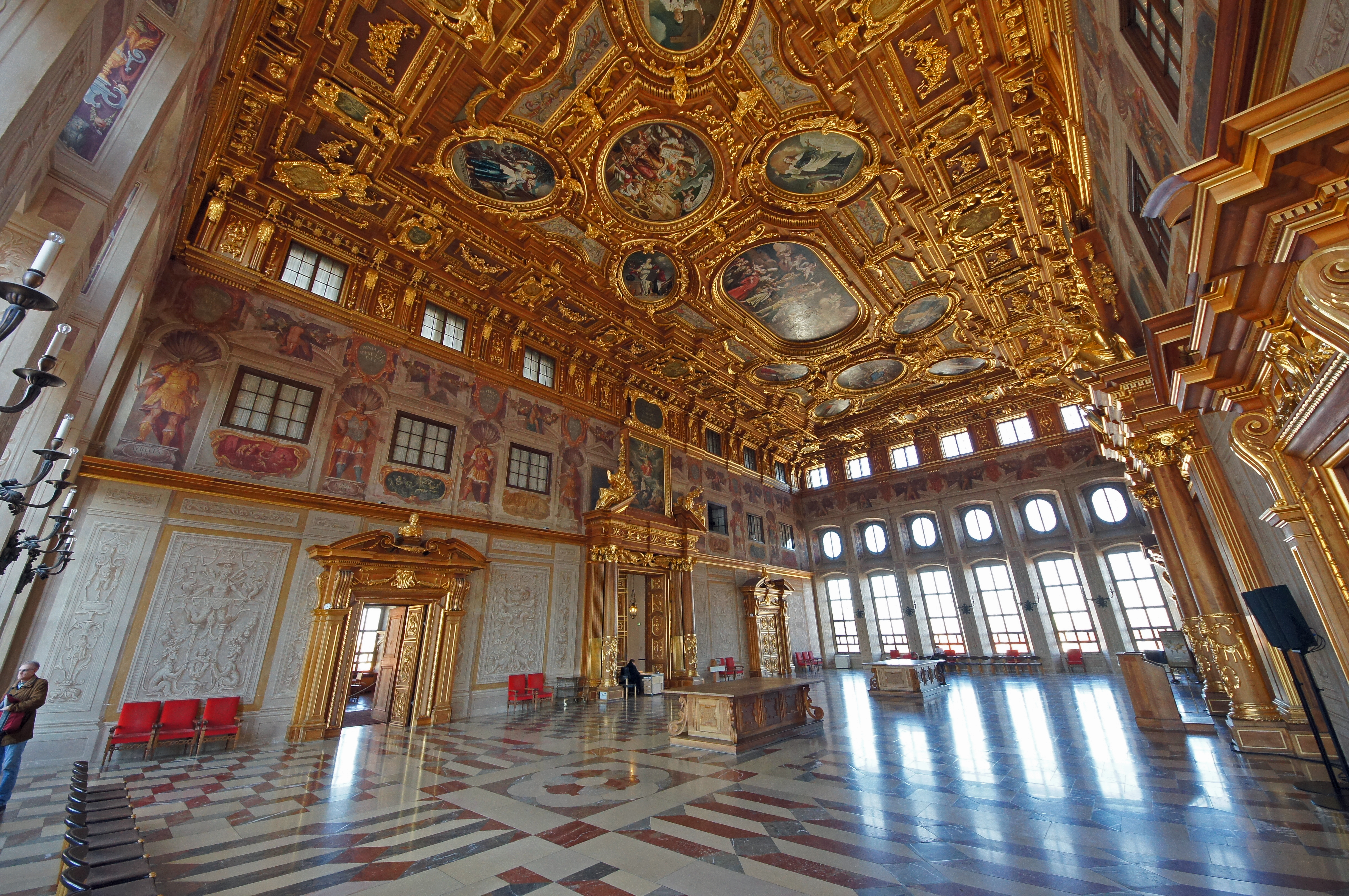
Goldener Saal de l'hôtel de ville d'Augsbourg
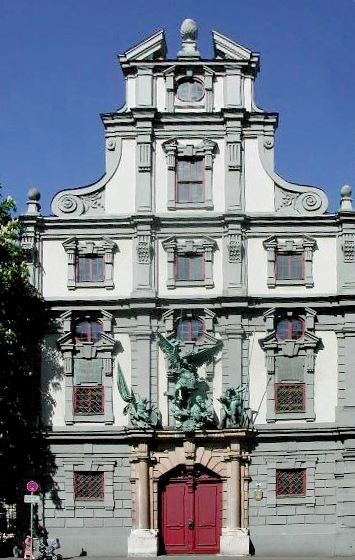
Arsenal d'Augsbourg (Zeughaus)